# Carlo Alberto Castigliano
Carlo Alberto Castigliano (né à Asti le 9 novembre 1847, mort à Milan le 25 octobre 1884) est un ingénieur et un mathématicien italien qui s'illustra par ses travaux en théorie mathématique de l'élasticité et en mécanique des structures déformables.

## Biographie
Alberto Castigliano quitta son Piémont natal pour suivre les cours de l'Institut Technique de Terni, en Ombrie (1866-1870), puis ceux de l'Institut Polytechnique de Turin (1871-1873). Son mémoire de fin d'études, Intorno ai sistemi elastici lui acquit la célébrité. 
Une fois diplômé ingénieur, il fut recruté aux chemins de fer d'Italie du Nord (Strade Ferrate Alta Italia) à Alba. En 1874, il fut promu projeteur et transféré à Turin, et en février 1875 il était appelé au siège de la société à Milan, où il dirigeait le service des ouvrages d'art, de la maintenance et de l'exploitation, et conserva ce poste jusqu'à sa mort prématurée.
En seulement trois années, il était passé chef de secteur. Il inventa un « micromètre multiplicateur » qui permettait de trouver l'intensité des forces dans les différentes membrures d'un treillis, et un « aritmographe », calculateur à échelle logarithmique.
Alberto Castigliano mourut à 36 ans d'une pneumonie au soir du 25 octobre 1884 à Milan.
Le théorème de Castigliano, outil fondamental pour la résolution des structures hyperstatiques en élasticité, est énoncé dans son mémoire de fin d'étude (1873).